# 8702 Nakanishi
8702 Nakanishi è un asteroide della fascia principale. Scoperto nel 1993, presenta un'orbita caratterizzata da un semiasse maggiore pari a 2,2098822 UA e da un'eccentricità di 0,0995393, inclinata di 4,55311° rispetto all'eclittica.